# Maxim Potîrniche
Maxim Potîrniche (Chișinău, 13 giugno 1989) è un calciatore moldavo, difensore del Petrocub Hîncești.

## Carriera

### Club
Ha giocato nella prima divisione moldava ed in quella bielorussa.

### Nazionale
Dopo aver giocato anche in Under-21, tra il 2011 ed il 2022 ha collezionato complessivamente 14 presenze con la nazionale moldava.

## Palmarès

### Club

#### Competizioni nazionali
- Coppa di Moldavia: 3

Sheriff Tiraspol: 2014-2015, 2016-2017
Petrocub Hîncești: 2023-2024
- Campionato moldavo: 3

Sheriff Tiraspol: 2015-2016, 2016-2017
Petrocub Hîncești: 2023-2024
- Supercoppa di Moldavia: 1

Sheriff Tiraspol: 2015